# Edgar Falch
Edgar Falch (2. november 1930 - 18. november 2013) var en norsk fodboldspiller (forsvarer) fra Stavanger. 
Falch tilbragte hele sin karriere hos Viking i sin fødeby, og var med til at vinde Tippeligaen med klubben i 1958, ligesom det blev til to sejre i den norske pokalturnering.
Over en periode på fem år spillede Falch desuden 28 kampe for Norges landshold. Han debuterede for landsholdet i en venskabskamp mod Island 4. juli 1954.

## Titler
Tippeligaen
- 1958 med Viking

Norsk pokal
- 1954 og 1960 med Viking